# Suzuki TL1000S
La Suzuki TL1000S era una motocicletta sportiva con motore bicilindrico a L prodotta dal 1997 al 2001.

## Il motore
Il bicilindrico a V a 90° plurivalvole e raffreddato a liquido sviluppato per la TL1000S è stato in seguito utilizzato per le Suzuki SV1000, TL1000R e V-Strom 1000. Oltre che sui modelli prodotti dalla Suzuki, il propulsore è stato impiegato per spingere le Cagiva V-Raptor e Navigator e la Bimota SB8. Prima di questo propulsore, i motori bicilindrici con configurazione "a L" erano pressoché assenti nella produzione delle case giapponesi: tale configurazione, tipica dei motori Ducati, fu scelta da Suzuki e Honda (per le sue VTR 1000 F e SP) per confrontarsi direttamente con la Casa italiana che da anni mieteva successi sportivi e, di conseguenza, successi di mercato.

## Ammortizzatore posteriore
I motori V-twin sono più ingombranti in lunghezza rispetto ai motori in linea utilizzati nella maggior parte delle moto sportive quindi, per rendere la TL1000S una moto sportiva particolarmente agile mantenendo il passo più corto possibile, gli ingegneri Suzuki hanno cercato una soluzione creativa: separare l'ammortizzatore posteriore dalla molla. La molla è situata sul lato destro della moto e l'ammortizzatore utilizzato fornisce smorzamento attraverso bracci rotanti. Una soluzione simile a quella adottata per gli ammortizzatori delle sospensioni utilizzate dalle auto di Formula Uno. Questo tipo di sospensione evidenziò una serie di difetti legati all'influenza del calore estremo prodotto dal vicino cilindro posteriore.

## Versione "R"
Nell'anno successivo al lancio della versione "S", la Suzuki presentò anche una versione racing della TL1000. La TL1000R aveva in comune con la versione S solo il motore. Con il telaio modificato e un braccio posteriore con trave, freni anteriori con pinze a 6 pistoncini, un motore rivisto per arrivare a 135 CV, due iniettori per cilindro, pistoni forgiati, bielle in titanio, frizione rinforzata, carenatura integrale e un angolo di sterzo regolabile, l'intento era chiaramente di offrire una moto progettata per la pista.